# Casstown

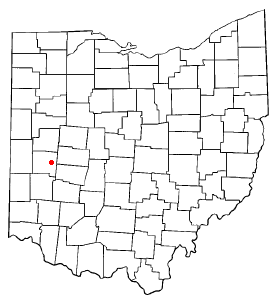
Casstown na planie stanu Ohio

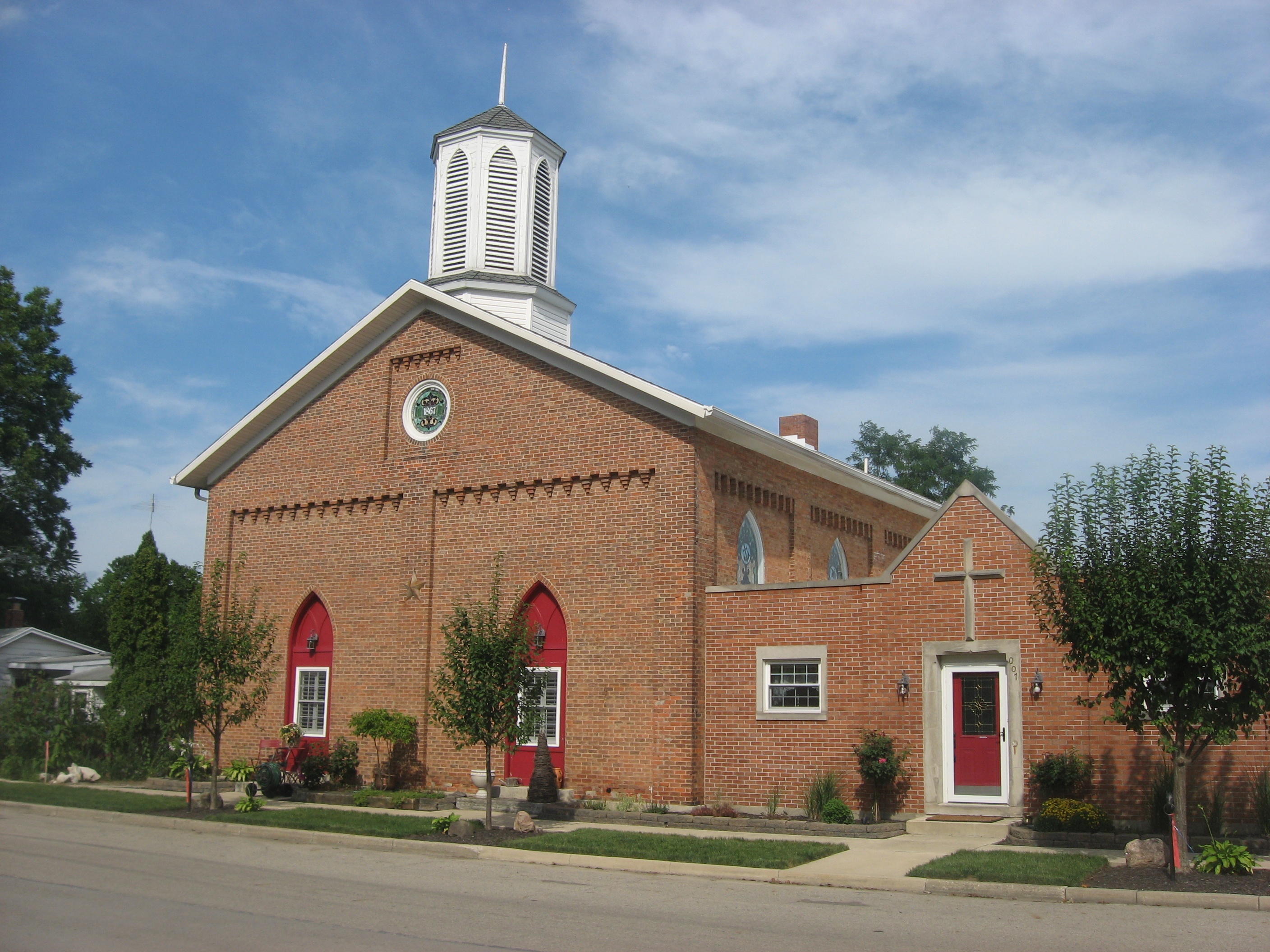
Casstown - kościół luterański

Casstown – wieś w USA, w stanie Ohio, w hrabstwie Miami.
W roku 2010, 24% mieszkańców było w wieku poniżej 18 lat, 11,2% było w wieku od 18 do 24 lat, 27,7% miało od 25 do 44 lat, 23,6% miało od 45 do 64 lat, a 13,5% było w wieku 65 lat lub starszych. We wsi było 46,8% mężczyzn i 53,2% kobiety.
Liczba mieszkańców w 2010 roku wynosiła 267, a w 2012 wynosiła 269.